# كارل مايلز
كارل مايلز (بالإنجليزية: Carl Miles)‏ هو لاعب كرة قاعدة أمريكي، ولد في 22 مارس 1918 في ترينتون في الولايات المتحدة، وتوفي في 9 سبتمبر 2016 في بارتو في الولايات المتحدة.

## وصلات خارجية
- كارل مايلز على موقعبيزبول رفرنس.كوم (الدوري الرئيسي) (الإنجليزية)